# Gymnodactylus carvalhoi
Gymnodactylus carvalhoi är en ödleart som beskrevs av  Paulo Emilio Vanzolini 2005. Gymnodactylus carvalhoi ingår i släktet Gymnodactylus och familjen geckoödlor. Inga underarter finns listade i Catalogue of Life.